# DNA (radioprogramma)
DNA was een radioprogramma uit 2007 op de Vlaamse openbare zender Radio 1. Het programma werd elke zondagochtend van 9 tot 10 uur uitgezonden en wordt gepresenteerd door Geertje De Ceuleneer.
Het programma was de opvolger van het programma Titaantjes, dat werd gepresenteerd door Pat Donnez. Het concept van DNA is gelijkaardig: elke week werd een nieuwe (bekende) gast in de studio ontvangen, waarbij De Ceuleneer zijn persoonlijkheid en zijn unieke profiel probeerde te achterhalen. 